# Сильвестр Никорович
Сильве́стр Никоро́вич (нар.1905 у с. Костинці, Вашківецький повіт, Буковина — пом. ? після 1953) — український громадський та студентський діяч Буковини, перший зв'язковий ОУН на Буковині, редактор часопису «Самостійної думки» у 1931–1937 роках. На початку 1931 року студенти філософсько-філологічного та юридичного факультетів Чернівецького університету, почала видавати журнал «Самостійна Думка». До ініціативного комітету увійшли Сильвестр Никорович, Василь Мамаївський, Ярема Канюк. З 1953 року на еміграції в Канаді. Дружина Леся Гнідевич-Никорович загинула від рук НКВД